# CSNY 1974
CSNY 1974 is een muziekalbum van Crosby, Stills, Nash & Young uit 2014. Het werd in meerdere versies uitgegeven, met name als enkele cd en als een box met drie cd's en een dvd. Het livealbum werd veertig jaar eerder opgenomen tijdens een tournee van de band.
De toenmalige tournee was een van de meest winstgevende die de band ooit heeft gekend, met een bruto-opbrengst van 11 miljoen dollar, waarvan er voor elk bandlid onder de streep een half miljoen overbleef. Deze cijfers camoufleren de bittere ruzies die ze achter de schermen uitvochten. De verdiensten van de tournee worden dan ook gezien als de hoofdreden waarom hij ooit van start is gegaan.
Dit album kwam veertig jaar later uit en werd geproduceerd door Graham Nash en Joel Bernstein. Nash noemde de productie nadien het moeilijkste opnameproject dat hij ooit in zijn leven had opgepakt. Daarmee bedoelde hij vooral het manoeuvreren tussen de verschillende agenda's en wensen van vier verschillende personen. Terwijl het fysieke werk een jaar had geduurd, had het drie jaar gekost om het werk bij elkaar te brengen. Een van de punten was bijvoorbeeld de intense nadruk die Neil Young legde op de geluidskwaliteit.

## Hitnoteringen
Het album sloeg wereldwijd aan en bereikte bij Billboard de hoogste positie in de lijst voor folkrock en nummer 4 op de lijst voor rockmuziek. Internationaal bereikte het album de volgende noteringen:
| Land                | piekpositie | aantal weken |
| ------------------- | ----------- | ------------ |
| Nederland           | 8           | 10           |
| Duitsland           | 11          | 8            |
| Verenigde Staten    | 17          | 1            |
| Vlaanderen          | 28          | 17           |
| Noorwegen           | 32          | 2            |
| Denemarken          | 34          | 1            |
| Verenigd Koninkrijk | 37          | 1            |
| Nieuw-Zeeland       | 40          | 1            |
| Zwitserland         | 41          | 2            |
| Frankrijk           | 44          | 77           |
| Italië              | 51          | 4            |
| Walonië             | 56          | 10           |
| Oostenrijk          | 73          | 1            |
| Spanje              | 76          | 3            |

## Enkele cd
| Nr. | Titel                          | Schrijver(s)                                 | Duur |
| --- | ------------------------------ | -------------------------------------------- | ---- |
| 1.  | Love the one you're with       | Stephen Stills                               | 6:05 |
| 2.  | Wooden ships                   | David Crosby, Paul Kantner en Stephen Stills | 6:36 |
| 3.  | Immigration man                | Graham Nash                                  | 3:47 |
| 4.  | Helpless                       | Neil Young                                   | 4:45 |
| 5.  | Johnny's garden                | Stephen Stills                               | 5:20 |
| 6.  | The lee shore                  | David Crosby                                 | 4:48 |
| 7.  | Change partners                | Stephen Stills                               | 3:51 |
| 8.  | Only love can break your heart | Neil Young                                   | 3:28 |
| 9.  | Our house                      | Graham Nash                                  | 3:38 |
| 10. | Guinnevere                     | David Crosby                                 | 6:14 |
| 11. | Old man                        | Neil Young                                   | 4:23 |
| 12. | Teach your children            | Graham Nash                                  | 3:16 |
| 13. | Suite: Judy blue eyes          | Stephen Stills                               | 9:25 |
| 14. | Long time gone                 | David Crosby                                 | 6:05 |
| 15. | Chicago                        | Graham Nash                                  | 4:43 |
| 16. | Ohio                           | Neil Young                                   | 6:00 |

## Box met 3 cd's en een dvd

### Disc 1
| Nr. | Titel                    | Schrijver(s)                                 | Studioalbum              | Duur |
| --- | ------------------------ | -------------------------------------------- | ------------------------ | ---- |
| 1.  | Love the one you're with | Stephen Stills                               | Stephen Stills           | 6:05 |
| 2.  | Wooden ships             | David Crosby, Paul Kantner en Stephen Stills | Crosby Stills & Nash     | 6:36 |
| 3.  | Immigration man          | Graham Nash                                  | Graham Nash David Crosby | 3:47 |
| 4.  | Helpless                 | Neil Young                                   | Déjà vu                  | 4:45 |
| 5.  | Carry me                 | David Crosby                                 | Wind on the water        | 4:41 |
| 6.  | Johnny's garden          | Stephen Stills                               | Manassas                 | 5:20 |
| 7.  | Traces                   | Neil Young                                   | eerste uitgave           | 3:19 |
| 8.  | Grave concern            | Graham Nash                                  | Wild tales               | 3:11 |
| 9.  | On the beach             | Neil Young                                   | On the beach             | 7:40 |
| 10. | Black queen              | Stephen Stills                               | Stephen Stills           | 8:25 |
| 11. | Almost cut my hair       | David Crosby                                 | Déjà vu                  | 7:07 |

### Disc 2
| Nr. | Titel                          | Schrijver(s)                       | Studioalbum             | Duur |
| --- | ------------------------------ | ---------------------------------- | ----------------------- | ---- |
| 1.  | Change partners                | Stephen Stills                     | Stephen Stills 2        | 3:51 |
| 2.  | The lee shore                  | David Crosby                       | 4 way street livealbum  | 4:48 |
| 3.  | Only love can break your heart | Neil Young                         | After the gold rush     | 3:28 |
| 4.  | Our house                      | Graham Nash                        | Déjà vu                 | 3:38 |
| 5.  | Fieldworker                    | Graham Nash                        | Wind on the water       | 3:07 |
| 6.  | Guinnevere                     | David Crosby                       | Crosby Stills & Nash    | 6:14 |
| 7.  | Time after time                | David Crosby                       | Whistling down the wire | 3:48 |
| 8.  | Prison song                    | Graham Nash                        | Wild tales              | 4:02 |
| 9.  | Long may you run               | Neil Young                         | Long may you run        | 4:13 |
| 10. | Goodbye Dick                   | Neil Young                         | eerste uitgave          | 1:40 |
| 11. | Mellow my mind                 | Neil Young                         | Tonight's the night     | 2:33 |
| 12. | Old man                        | Neil Young                         | Harvest                 | 4:23 |
| 13. | Word game                      | Stephen Stills                     | Stephen Stills 2        | 6:16 |
| 14. | Myth of Sisyphus               | Stephen Stills en Kenny Passarelli | Stills                  | 4:44 |
| 15. | Blackbird                      | John Lennon en Paul McCartney      | The Beatles             | 2:48 |
| 16. | Love art blues                 | Neil Young                         | eerste uitgave          | 2:57 |
| 17. | Hawaiian sunrise               | Neil Young                         | eerste uitgave          | 2:56 |
| 18. | Teach your children            | Graham Nash                        | Déjà vu                 | 3:16 |
| 19. | Suite: Judy blue eyes          | Stephen Stills                     | Crosby Stills & Nash    | 9:25 |

### Disc 3
| Nr. | Titel                  | Schrijver(s)   | Studioalbum          | Duur |
| --- | ---------------------- | -------------- | -------------------- | ---- |
| 1.  | Déjà vu                | David Crosby   | Déjà vu              | 8:29 |
| 2.  | My angel               | Stephen Stills | Stills               | 4:35 |
| 3.  | Pre-road downs         | Graham Nash    | Crosby Stills & Nash | 3:30 |
| 4.  | Don't be denied        | Neil Young     | Time fades away      | 6:40 |
| 5.  | Revolution blues       | Neil Young     | On the beach         | 4:21 |
| 6.  | Military madness       | Graham Nash    | Songs for beginners  | 5:04 |
| 7.  | Long time gone         | David Crosby   | Crosby Stills & Nash | 6:05 |
| 8.  | Pushed it over the end | Neil Young     | eerste uitgave       | 7:52 |
| 9.  | Chicago                | Graham Nash    | Songs for beginners  | 4:43 |
| 10. | Ohio                   | Neil Young     | single               | 6:00 |

### Dvd
| Nr. | Titel                          | Schrijver(s)   | Duur |
| --- | ------------------------------ | -------------- | ---- |
| 1.  | Only love can break your heart | Neil Young     |      |
| 2.  | Almost cut my hair             | David Crosby   |      |
| 3.  | Grave concern                  | Graham Nash    |      |
| 4.  | Old man                        | Neil Young     |      |
| 5.  | Johnny's garden                | Stephen Stills |      |
| 6.  | Our house                      | Graham Nash    |      |
| 7.  | Déjà vu                        | David Crosby   |      |
| 8.  | Pushed it over the end         | Neil Young     |      |

David Crosby · Stephen Stills · Graham Nash · Neil Young